# Église de Saint-Symphorien-de-Thénières
L'église de Saint-Symphorien-de-Thénières est une église située en France sur la commune de Saint-Symphorien-de-Thénières, dans le département de l'Aveyron, en région Occitanie.
Elle fait l'objet d'une protection au titre des monuments historiques.

## Localisation
L'église est située en bordure de la route départementale 504, dans le bourg de Saint-Symphorien-de-Thénières, en Viadène, dans le nord du département français de l'Aveyron.

## Historique
L'édifice est inscrit au titre des monuments historiques le 26 mars 1927.

## Galerie

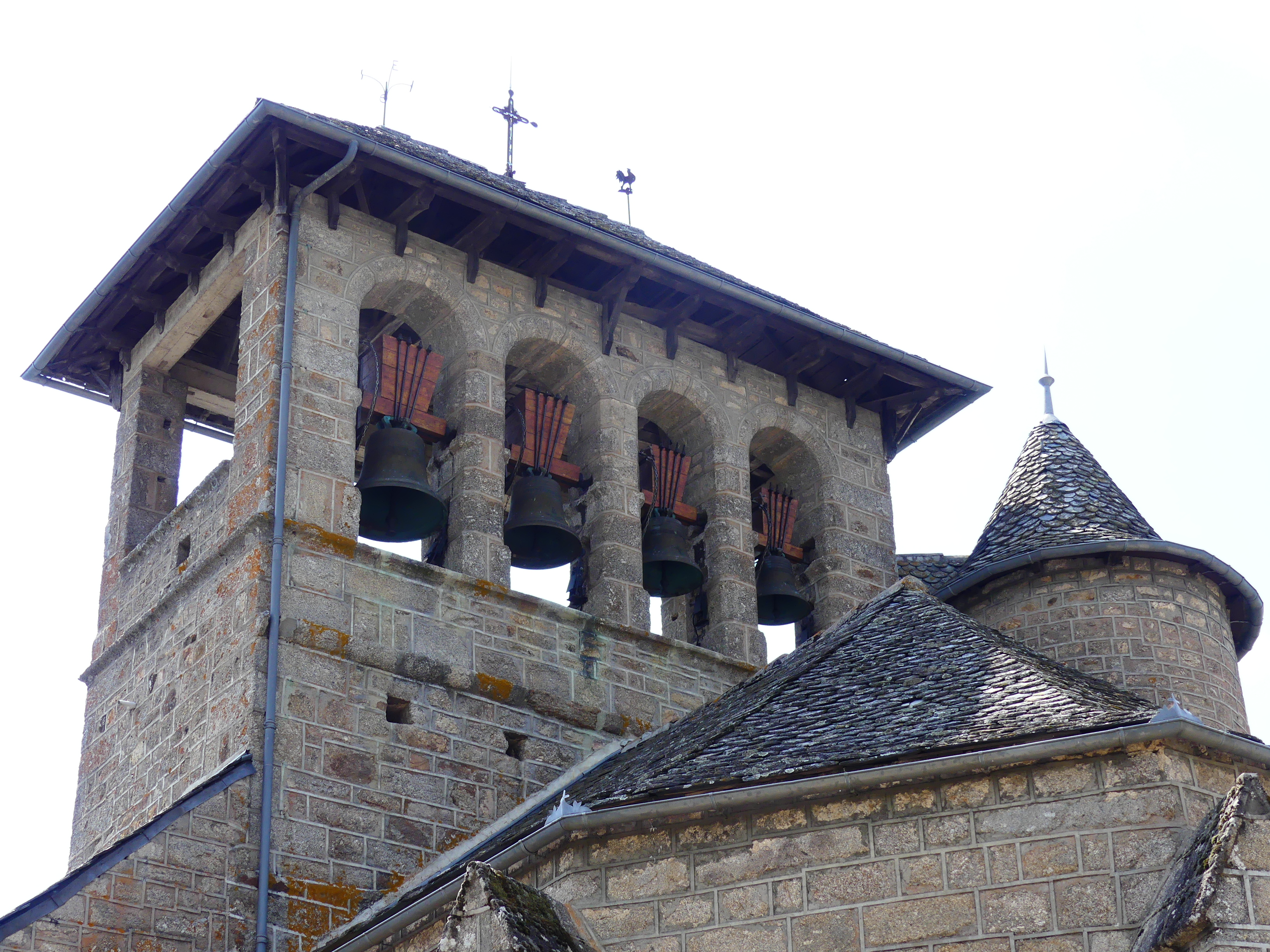
Le clocher-mur.
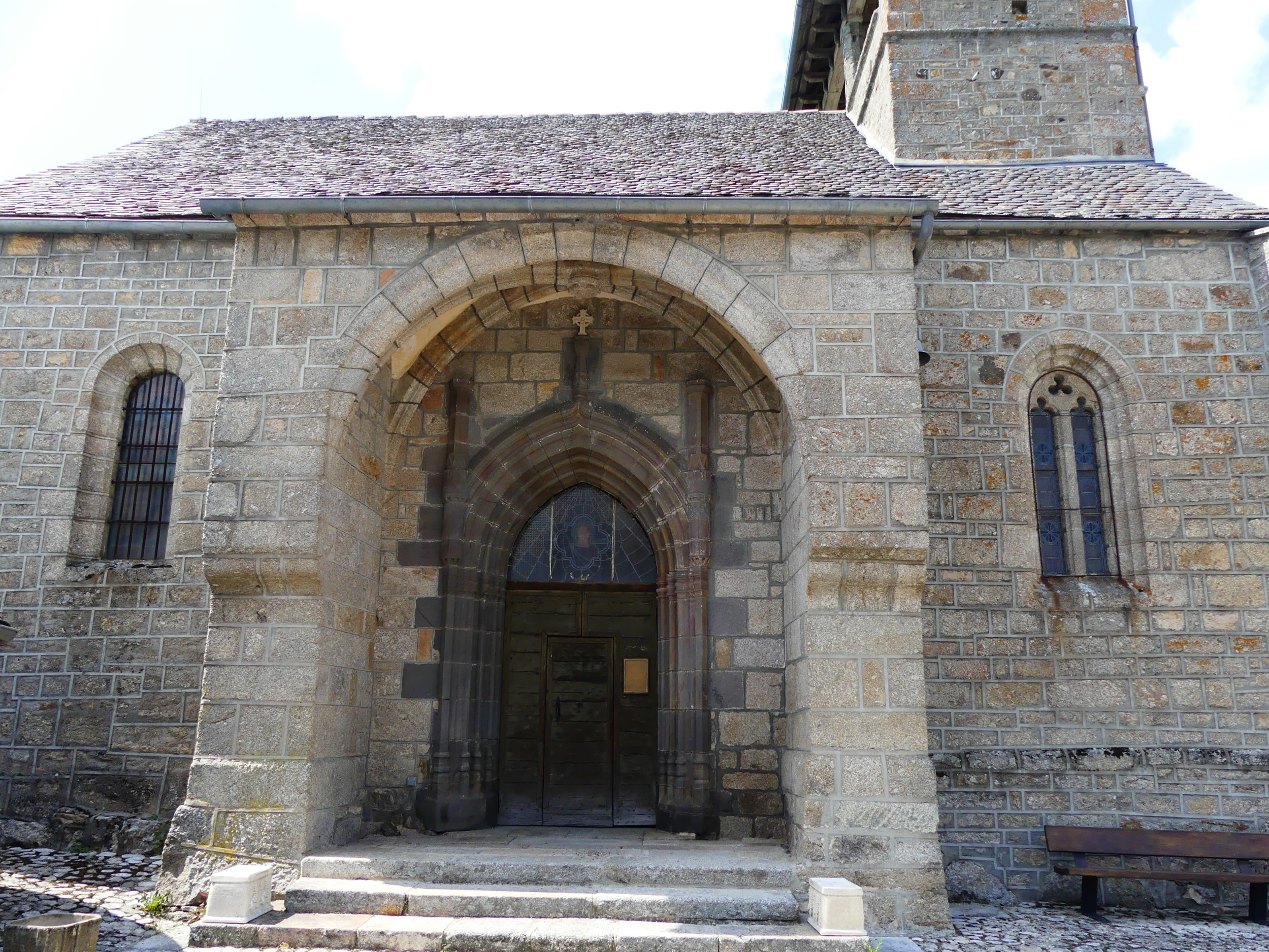
Le porche.
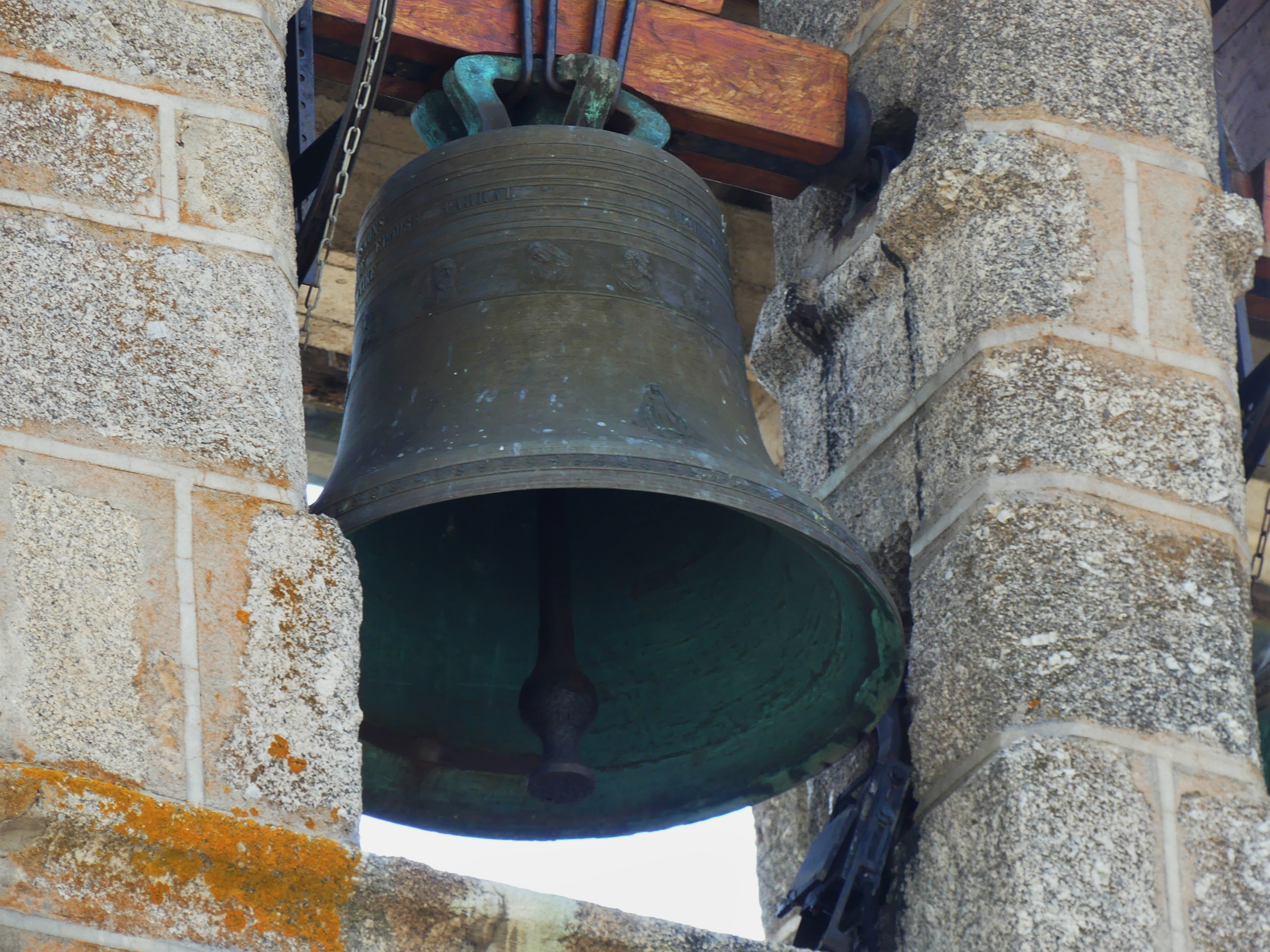
Une des quatre cloches.